# Martin Aaron Hořínek
Martin Aaron Hořínek (* 12. března 1979 Praha) je český výtvarník, animátor a režisér. Jeho hlavní doménou je autorská tvorba loutek, objektů i různých typů písem z plastelíny, které rozpohybovává technikou ruční totální animace.

## Tvorba
Poprvé na sebe výrazněji upozornil videoklipem k písni „Naruby“ pro skupinu Kurtizány z 25. avenue. Podílel se na námětu, scénáři i výtvarném zpracování a animaci klipu, který se jasně vymezoval proti všem zhoubným ideologiím, zejména proti neonacismu a sebevražednému terorismu.
Jako ročníkovou práci[kde?] zpracoval Martin Aaron Hořínek lehce hororově laděný krátký film Zubař. Byl nejen autorem námětu, scénáře, výtvarné koncepce, ale film i sám natočil a režíroval. K filmu byla zpracována veškerá komunikace – od slavnostní premiéry v kině Evald, přes webové stránky až po dvojjazyčné plakáty, což umožnilo promítání filmu na několika filmových festivalech.
Zájem médií vyvolal videoklip pro píseň Davida Kollera „Až Ti řeknu“.[zdroj?] Hned po svém zveřejnění musel být kvůli explicitním milostným scénám cenzurován.[zdroj?] Všechny tyto projekty zpracoval technikou ruční totální animace vlastnoručně vytvořených plastelínových figurek.
Při tvorbě klipu k písni „Modi“ Lucie Bílé však použil další z klasických animovaných technik – ploškovou animaci. Rozpohyboval nejslavnější obrazy italsko-židovského malíře Amedea Modiglianiho a pomocí nich vyprávěl tragický příběh umělce a jeho múzy Jeanne Hébuterneové.
Kromě nezávislé tvorby a uměleckého zpracování videoklipů spolupracoval na několika komerčních projektech a reklamách. V roce 2012 se podílel na úspěšné kampani agentury Y&R Prague pro Českou spořitelnu „Diriguj si zábavu s bezkontaktní kartou“, která v kategorii Finanční produkty získala prestižní cenu reklamní efektivity Effie. Pro reklamní agenturu Scholz&Friends zpracoval plastelínové fonty pro kampaň Express Rádia. Ve spolupráci s tvůrčím skupinou Wolfberg produkční společnosti Savage vytvořil znělku cen hudebních kritiků Apollo.
Na podzim 2013 vyvolaly velkou odezvu jeho parodická státní vyznamenání určená prezidentu Miloši Zemanovi. Ta se nejen neuvěřitelně rychle rozšířila v rámci sociálních sítí (přes osm set sdílení na Facebooku), ale získala odezvu v tištěných i internetových médiích. Pro časopis Reflex natáčel loutkovou politickou satiru „Zelený Raoul Late Night Show“, v rámci které působil jako režisér a autor výtvarné koncepce.
Věnoval se i ilustraci – v roce 2001 ilustroval knihu Můj dědeček Jakub Lachs – Židovské povídky z moravského venkova, kterou se svým otcem Karlem napsal lékař a spisovatel Jiří Lamberk.
Jeho matkou je textilní výtvarnice a grafička Zuzana Kovářová a dědečkem grafik a výtvarník českého skla Stanislav Kovář.[zdroj?]